# Das 2. Gebot
Das 2. Gebot (Trad.: "O segundo mandamento") é o segundo álbum da banda alemã Unheilig. Foi lançado no dia 07 de abril de 2003, e no mesmo dia o único single, Maschine, foi lançado. Maschine aparece no jogo Project Gotham Racing 2, lançado exclusivamente para o XBOX em 2003. Neste álbum o estilo varia desde o Neue Deutsche Härte até o Gótico. A partir deste álbum, a banda começa a apresentar musicas instrumentais.

## Lista de Faixas
| N.º            | Título                    | Duração |  |
| 1.             | "Eva"                     | 4:41    |  |
| 2.             | "Maschine"                | 4:05    |  |
| 3.             | "Gib mir mehr"            | 3:38    |  |
| 4.             | "Sternenschiff"           | 4:39    |  |
| 5.             | "Vollmond"                | 6:43    |  |
| 6.             | "Jetzt noch nicht"        | 4:19    |  |
| 7.             | "Der mann im Mond"        | 3:56    |  |
| 8.             | "Schutzengel"             | 4:25    |  |
| 9.             | "Rache"                   | 4:38    |  |
| 10.            | "Mona Lisa"               | 4:16    |  |
| 11.            | "Krieg der Engel"         | 4:05    |  |
| 12.            | "Herzland" (Instrumental) | 3:44    |  |
| Duração total: | Duração total:            | 53:09   |  |

## Créditos
- Der Graf - Vocais/Composição/Letras/Programação/Produção(Faixas 1, 4, 5, 6, 7, 8, 9, 12)
- José Alvarez-Brill - Produção(Faixas 2, 3, 10, 11)
- Christoph "Licky" Termühlen - Guitarra
- Nadine van den Brock - Arte
- John Klijnen - Fotografia[2]